# Фредерік Август Абель
Фредерік Август Абель (англ. Frederick Augustus Abel; 17 липня 1827, Вулвіч (нині — район Лондона) — 6 вересня 1902, Лондон) — англійський хімік.

## Біографія
Як директору хімічної лабораторії англійського воєнного міністерства в Вульвічі в 1862 р. йому було доручено провести нові всесторонні дослідження піроксиліну, незадовго перед цим відкинутого у всіх державах континентальної Європи через його небезпеку. 1867 року він отримав патент на виробництво абеліту.
Шляхом досліджень, виконаних за вельми обширною програмою, Абелю вдалось детально вивчити властивості цієї речовини, а також суттєво вдосконалити спосіб його фабричного виробництва. Завдяки цьому піроксилін знову став застосовуватись для воєнних цілей у всіх державах Старого і Нового Світу.
Цілий ряд класичних робіт Абеля, присвячених цьому питанню, було надруковано в «Phil. Trans.» в 1866-67 гг., «Annal. de Chimie et de Phys.» в 1870—74 р. та ін. Йому також належать праці по дослідженню детонації вибухових речовин і приведенню в більш зручний для використанні вигляд вибухову желатину.
У 1883 році Абель був урядовим комісаром на електричній виставці Відні, а після повернення його було посвячено у лицарі (1891). Впродовж багатьох років Абель був членом артилерійської комісії та Королівського інженерного товариства, а з 1889 р. — президентом Committee on Explosives. У тому ж році спільно із професором Дьюаром розробив новий тип бездимного нітрогліцеринового пороху, відомого під назвою кордит, який було прийнято на озброєння в Англії.

## Друковані праці
- «On recent investigations and explorations of explosive agents» (1871);
- «Researches on explosives» (1875);
- «The modern history of gunpowder» (1877);
- «Electricity as applied to explosive purpose» (1884);
- «Gun-cotton» (1886).
- «Handbuch der Chemie» (разом із Bloxam'ом)